# اشتباكات بيروت 2012
اشتباكات بيروت 2012 هي مناوشات عسكرية مسلحة عنيفة حدثت في بيروت يوم الاثنين 21 مايو في الطريق الجديدة وكان السبب الرئيسي المتوقع هو قتل شيخ سني في عكار شمال لبنان بيد جنود لبنانيون في الجيش اللبناني.